# Conus loveni
Conus loveni é uma espécie de gastrópode do gênero Conus, pertencente a família Conidae.